# 玉名平野
玉名平野（たまなへいや）は、熊本県北部の菊池川河口から約12km遡った白石堰付近の狭窄部から下流に広がる段丘及び沖積低地（沖積平野）。国土地理院の地勢図では「菊池平野（きくちへいや）」となっている。

## 概要
熊本県北部に位置する典型的な三角州平野を主要部とする。三角州平野の面積は約57.24平方キロメートル（菊池川水路面積を除く）で、平野の72％が江戸時代以降の干拓地である。
以上の三角州平野とは別に北東部に谷底平野があり、右岸の平野を玉名牟田、左岸の平野を梅林牟田といい、玉名平野全面積の約14%にあたる。菊池川右岸（玉名地域）の背後には小岱山、菊池川左岸（横島地域）の背後には金峰山や国見山がある。
この平野内には、北側を国道208号が東西に横断し、南側を国道501号が東西に横断している。九州新幹線と鹿児島本線は平野北側を東西に通っている。1961年（昭和36年） - 1964年（昭和39年）に行われた土地改良事業で優良な水田地帯となり、裏作として苺やトマトの栽培が盛んである。

## 平野の主な河川
- 菊池川
- 唐人川

## 関連自治体
- 玉名市
- 長洲町